# 新東京プロレス
新東京プロレス（しんとうきょうプロレス）は、かつて存在した日本のプロレス団体。設立時期により東京プロレス（とうきょうプロレス）、新東京プロレス石川一家（しんとうきょうプロレスいしかわいっか）に分かれる。東京プロレスの流れを汲んで発足する予定であったFFF（トリプルエフ、ファイティング・フォー・フューチャー、日本プロレスリング共同機構）についても記述している。

## 歴史

### 東京プロレス
1994年10月、WARを退団した石川敬士、嵐、坂下博志が設立。12月7日、石川産業展示館で旗揚げ戦を開催。団体名は1度聞いたら忘れないという理由から、首都である東京とプロレスを合わせて東京プロレスと命名された。所属選手は元NOW所属選手など8人を確保。また、記者会見に青柳政司が率いる誠心会館が乱入して抗争を展開する構になった。
1995年5月5日、FMW川崎球場大会で行われる大仁田厚の引退試合（ノーロープ有刺鉄線電流爆破デスマッチ）の対戦相手に石川が名乗りをあげたり、TWA認定世界タッグ王座を創設して初代王座決定タッグトーナメントの実施、石川がガッツ石松へ異種格闘技戦での対戦を呼びかけ（実現はせず）、元福岡ダイエーホークスの山之内健一を練習生として入門するなど様々な注目を集める様になった。
1996年10月8日、大阪府立体育会館で高田延彦対アブドーラ・ザ・ブッチャー戦という異次元対決が実現。さらに石川と安生洋二との「社長争奪マッチ」などが行われた。しかし、大物選手の招聘を続出させたことなどで人件費が嵩んでしまい順調に見えた運営も内情は苦戦が続いた。

#### FFFの発足
11月1日、東京プロレスのオーナー、I.W.A.JAPANを退社した佐藤昭雄が乱立するインディー団体の統一機構あるいは連合会を目的とした結束組織「FFF」を発足。この構想に呼応する形で主戦場としていたI.W.A.JAPANを離脱したユニット「真FMW軍」（ターザン後藤、ミスター雁之助、フライングキッド市原）、天龍源一郎との確執でWARを退団したユニット「冬木軍」（冬木弘道、邪道、外道）が参加を表明。さらにザ・グレート・カブキらフリー選手、一部の東京プロレス所属選手、東京プロレスに参戦していたユニット「ザ・ゴールデン・カップス」（安生洋二、高山善廣、山本健一）を加えた陣容になっていた。FFF発足の動きに対して前述の石川らがWARを退団して東京プロレスが設立された経緯に加えて、看板選手でもあった冬木軍を事実上引き抜かれたこともあり、関係がさらに悪化していたWARはFFFに対抗する形でインディー団体の集合体であるプロレス連合會を発足。これにはWARと同様に専務取締役を務めていた佐藤、看板選手であった後藤を失ったI.W.A.JAPAN、WARと交流があった格闘技塾 武輝道場、大日本プロレス、レッスル夢ファクトリー、剛竜馬が率いるプロレス団体「冴夢来プロレス」が参加してインディー団体の統一機構あるいは連合会に向けての受け皿が分裂するという混迷の中での始動になった。12月7日、両国国技館大会が東京プロレス主催として最後の興行になり、翌年以降はFFFの旗の下で興行が予定されていた。しかし、石川ら一部の東京プロレス所属選手はFFFに参加しない旨を両国国技館大会の開催前に表明。また、カブキも大会後にFFFを離脱してI.W.A.JAPANへ入団するなど早くもFFFの足並みが乱れる形になった。12月、FFFは資金調達の失敗により、旗揚げ戦を開催する前に解散するという前代未聞の事態となり、FFFに参加を予定していた選手は新たな組織を設立したり、他団体への参戦を余儀なくされた。

### 新東京プロレス
12月13日、WAR両国国技館大会にはFFFに参加しなかった石川をはじめとする旧東京プロレスの選手が参戦。石川にとっては約2年2ヶ月振りのWAR登場になった。これを機に自らの軍団名を新東京プロレスと命名。

### 新東京プロレス石川一家
1997年1月24日、後楽園ホールにて行われたI.W.A.JAPANの興行に石川以下、新東京プロレス軍団が乱入して、これを機に軍団名を新東京プロレス石川一家と命名。3月2日、後楽園ホールで石川一家の初の自主興行を開催するが徐々に観客動員の不振により規模が縮小していった。
1998年1月19日、石川の引退により解散。

## タイトル
- TWA認定世界タッグ王座

「TWA」は「Tokyo Wrestling Association」の略。チャンピオンベルト1本あたりの時価1億5千万円（真贋は不明）の宝石をあしらった豪華な王座（通称「3億円ベルト」と呼ばれていた）。1996年4月2日、駒沢オリンピック公園体育館大会で行われた初代王座決定トーナメントに優勝した石川隆士&安生洋二組が初代王者になった。恐らくFFFでも使用する予定だったと思われるが旗揚げ戦を開催する前に解散したため、チャンピオンベルトは所在不明になっている。
1. 石川隆士&安生洋二
2. 大黒坊弁慶&アブドーラ・ザ・ブッチャー
3. タイガーマスク（初代）&安生洋二

- ジュニアフラッグ王座

ジュニアヘビー級選手を対象とした王座。王者には時価3千万円（真贋は不明）のチャンピオンフラッグが贈呈される。1996年10月8日、大阪府立体育会館大会で行われた初代王者決定戦に勝利した折原昌夫が初代王者になった。恐らくFFFでも使用する予定だったと思われるが旗揚げ戦を開催する前に解散したため、チャンピオンフラッグは所在不明になっている。
1. 折原昌夫

- CCWカナディアンヘビー級王座

カナダのCCWが管理、認定していた王座。1997年8月、CCWカルガリー大会で奥村茂雄が獲得したことで新東京プロレスに定着された。
1. 不明
2. 不明
3. 奥村茂雄
4. 松崎駿馬
5. 奥村茂雄
6. バッドニュース・アレン

## 所属選手、スタッフ
東京プロレス旗揚げ時点で所属していた選手、スタッフ
- 石川敬士（現：石川孝志）
- ダンク・タニ（現：大黒坊弁慶）
- アポロ菅原
- 畠中浩旭
- 川畑輝鎮
- 三宅綾（旧：天一坊一慶）
- 山川征二（現：山川竜司）
- 今井隆瑛
- 二宮慎逸郎（レフェリー）

東京プロレスまたは新東京プロレスと新東京プロレス石川一家に所属していた選手、スタッフ
- 伊藤力雄
- 松崎駿馬（現：松崎和彦）
- 増田明彦（現：ザ・グレート・タケル）
- 奥村茂雄
- 折原昌夫（旧：月光）
- 田村忍（旧：月影）
- 板倉広史（現：板倉広）
- 高橋秀幸（現：クラッシャー高橋）
- 佃政弘（レフェリー）
- 岩瀬雅志（リングアナウンサー）
- 藤野康治（リングアナウンサー）
- 木村日出男（リングアナウンサー）
- 三遊亭圓丸（旧：三遊亭いるか）（リングアナウンサー）

## 参考書籍
- 著：竹内宏介 日本スポーツ出版社『プロレス醜聞100連発』1998年7月29日 ISBN 4-930943-10-8